# Vernietigbaarheid
Vernietigbaarheid en nietigheid zijn verwante noties in het recht. Bij vernietigbaarheid gaat het erom dat een rechtshandeling kan worden vernietigd door (een van) de partijen die bij de rechtshandeling waren betrokken.
Het verschil tussen een nietige en een vernietigbare rechtshandeling is dat een nietige rechtshandeling wordt geacht nooit te hebben plaatsgevonden en derhalve geen rechtsgevolgen heeft, terwijl een vernietigbare rechtshandeling geldig rechtsgevolgen oproept, zolang zij niet vernietigd is. Vernietigbare betalingen zijn dus bijvoorbeeld geldig, totdat ze op vordering van een partij door de rechter zijn vernietigd. Dat moet binnen een bepaalde termijn gebeuren. Het is mogelijk dat een vernietigbare rechtshandeling gewoon blijft bestaan, als bijvoorbeeld niemand het in de gaten heeft of alle partijen, om hen moverende redenen, het zo laten. De rechter mengt zich daar niet in. 

## Ratio
De vernietigbaarheid van bepaalde rechtshandelingen is door de wetgever in het leven geroepen om bepaalde partijen tegen zichzelf te beschermen. Zo kunnen minderjarigen, onder curatele gestelden en ook mensen die onder dwang, door bedrog, bij dwaling of misbruik van omstandigheden een rechtshandeling hebben verricht niet gedwongen worden om deze vervolgens in hun eigen nadeel na te komen.

## Gronden voor vernietigbaarheid

### Vernietigbaarheid wegens handelingsonbekwaamheid
Rechtshandelingen van handelingsonbekwamen zijn van rechtswege vernietigbaar, voor zover ze niet bij voorbaat nietig zijn. Zie artikel 3: 32 lid 2 BW:
Een rechtshandeling van een    onbekwame is vernietigbaar. Een eenzijdige handeling van een onbekwame, die niet tot een of meer bepaalde personen gericht was, is echter nietig.

### Vernietigbaarheid wegens bedreiging, bedrog, misbruik van omstandigheden of dwaling
Een rechtshandeling is ook vernietigbaar, wanneer zij door bedreiging, bedrog of misbruik van omstandigheden de rechtshandeling met een niet volledige en dus gebrekkige wil tot stand is gekomen. Zie artikel 3:44 BW:
- Een rechtshandeling is vernietigbaar, wanneer zij door bedreiging, door bedrog of door misbruik van omstandigheden tot stand is gekomen.

Daarnaast geldt in het Nederlands recht dat een overeenkomst die tot stand is gekomen onder invloed van dwaling vernietigbaar is, hetgeen in artikel 228 van Boek 6 van het Nederlands Burgerlijk Wetboek (art. 6:228 B.W.) is geregeld.

### Vernietigbaarheid door geestelijke stoornis
Een rechtshandeling die gedaan is onder invloed van een stoornis van de geestesvermogens, zoals zware stress, psychische stoornissen of dronkenschap, is vernietigbaar (in het geval van een tot een of meer personen gerichte rechtshandeling). Dit is enkel het geval als de wederpartij volgens artikel 3:35 BW de afgelegde verklaring onder de omstandigheden niet had mogen vertrouwen.

### Erfrecht
In het Nederlands erfrecht zijn apart regels gegeven voor de vernietigbaarheid van bepalingen in een uiterste wilsbeschikking,
- wanneer deze is gemaakt onder invloed van een onjuiste beweegreden en de erflater de beschikking niet zou hebben gemaakt wanneer hij had geweten dat de veronderstelling onjuist was (art. 4:43 lid 2 BW);
- wanneer deze tot stand is gekomen op grond van bedreiging of bedrog en niet is bevestigd nadat de bedreiging heeft opgehouden of het bedrog is ontdekt;

## Vernietiging
Om een vernietigbare rechtshandeling daadwerkelijk te laten vernietigen moet de betrokkene te wiens behoeve deze bescherming geldt, of diens wettelijk vertegenwoordiger, een beroep hierop doen (art. 3:49 BW). Dat kan buitengerechtelijk, door een gewone verklaring tot de ander (art. 3:50 BW), of voor de rechter (art. 3:51 BW). Zolang degene die zich op de vernietigbaarheid kan beroepen dat niet doet, blijven de rechtsgevolgen in stand. Als de rechtshandeling eenmaal vernietigd is, wordt deze beschouwd nooit te hebben bestaan en kan zij dus vergeleken worden met een bij voorbaat nietige rechtshandeling. Zie artikel 3:53 Burgerlijk Wetboek:
- 1. De vernietiging werkt terug tot het tijdstip waarop de rechtshandeling is verricht. Dit noemt men terugwerkende kracht.